# Mujer Hoy
Mujerhoy es una revista mensual femenina que se distribuye con los diarios del grupo Vocento. Dispone también de página web con contenidos exclusivos, que abarcan variados temas como entrevistas a mujeres y personajes relevantes, reportajes sobre la actualidad femenina, las últimas tendencias en moda y belleza y la información más completa sobre salud, psicología, estilo de vida y ocio.

## Historia
Mujerhoy se lanzó en abril de 1999. Es la revista femenina mensual más leída y el segundo suplemento nacional, sólo por detrás de XL Semanal. Se distribuye a través de 23 periódicos de referencia (en ABC y 22 periódicos regionales de Vocento). Los sábados, llega a las mujeres con el contenido que más les interesa: Moda, tendencias, belleza, salud, familia, decoración y cocina.
Mujerhoy.com, uno de los principales medios de comunicación femeninos en España, se encuentra entre los cinco primeros portales de "belleza, moda y estilo" en el ranking de comScore. Ofrece lo último del sector con las últimas tendencias, noticias, entrevistas, vídeos, fotos e interesantes reportajes sobre moda, belleza, salud, celebridades y estilo de vida. También hay blogs de famosos y expertos en moda, maquillaje, cocina creativa, decoración, fitness y nutrición, entre otros temas.
Mujerhoy esta dirigida desde 2025 por María Fernández-Miranda, que ha renovado la imagen y los contenidos de la revista para darle un aire moderno, tanto en la edición impresa como en la edición digital.

## Mujerhoy en Redes Sociales
La revista también es activa en las redes sociales: tiene más de medio millón de seguidores en Instagram (https://instagram.com/mujerhoy), un millón de seguidores en Facebook (https://www.facebook.com/mujerhoycom) y una gran comunidad en Twitter (https://twitter.com/mujerhoy), Pinterest (https://pinterest.com/mujerhoy) y Tiktok (https://www.tiktok.com/@mujerhoy). 

## Premios Mujerhoy
Los Premios Mujerhoy celebran “la trayectoria de esfuerzo y de éxito de mujeres que, cada una en su ámbito, han llegado a los más alto”.
Los Premios Belleza Mujerhoy reconocen anualmente a los mejores cosméticos del mercado: Estos premios reconocen la calidad de los productos, el esfuerzo innovador de las compañías que los crean y la felicidad que nos dan al usarlos 